# José María Carbonell
José María Carbonell Martínez, né en 1778 à Santa Fe de Bogota et mort dans cette même ville le 19 juin 1816, est un homme politique colombien et un héros de la résistance colombienne face à la reconquête espagnole de la Nouvelle-Grenade. Il commence ses études au Colegio Mayor de San Bartolomé. Puis, il travaille au sein de l'Expedición Botánica où il est nommé greffier de l'expédition sous les ordres de Sinforoso Mutis Consuegra (es). Il est pendu le 19 juin 1816 à la Huerta de Jaime, à Bogotá.

## Commémorations
Le 24 novembre 2009, afin de célébrer les deux cents ans de l'indépendance de la Colombie le 20 juillet 2010, une série de timbres postaux représentant divers héros de cette époque entre en circulation à Bogotá. Sur un de ces timbres figure José María Carbonell.